# Peter Cholopi
Peter Cholopi (ur. 19 sierpnia 1996 w Blantyre) – piłkarz malawijski grający na pozycji środkowego obrońcy. Od 2018 jest piłkarzem klubu Mighty Wanderers.

## Kariera klubowa
Swoją karierę piłkarską Cholopi rozpoczął w klubie Bvumbwe Research, w którym w sezonie 2013/2014 zadebiutował w drugiej lidze malawijskiej. W 2015 roku przeszedł do pierwszoligowego Mighty Tigers. Grał w nim do końca sezonu 2017. W 2018 roku przeszedł do Mighty Wanderers. Wraz z nim wywalczył dwa wicemistrzostwa Malawi w sezonach 2018 i 2019.

## Kariera reprezentacyjna
W reprezentacji Malawi Cholopi zadebiutował 29 czerwca 2017 w zremisowanym 0:0 meczu COSAFA Cup 2017 z Angolą, rozegranym w Rustenburgu. W 2022 roku został powołany do kadry na Puchar Narodów Afryki 2021, jednak nie rozegrał na nim żadnego meczu.